# Vinko Kandija
Vinko Kandija (* 23. Mai 1934 in Trogir; † 10. März 2002 in Wien) war ein aus Jugoslawien stammender kroatischer Handballtrainer.
Der in Trogir geborene Kandija war ein Mitbegründer des Handballvereins Trogir. Einen großen Teil seiner Karriere verbrachte er in Belgrad, wo er acht Meistertitel gewinnen konnte. Durch seine gute Arbeit wurde er zwischen 1974 und 1979 für das jugoslawische Frauennationalteam eingesetzt. Mit diesem konnte er bei den Weltmeisterschaften in den Jahren 1975 und 1978 jeweils den fünften Platz erreichen. In der folgenden Zeit war er für Hypo Niederösterreich tätig, ehe er bei SG Handball West Wien anheuerte. Die Wiener führte er zu drei Titeln und einem ÖHB-Cup-Sieg. Auch für die österreichische Männer-Handballnationalmannschaft war er als Trainer tätig, mit dieser stieg er 1992 in die A-Gruppe der Weltmeisterschaft auf.